# Lawrence Wilkerson
Lawrence B. „Larry“ Wilkerson (* 15. června 1945 Gaffney) je vysloužilý plukovník Armády USA a bývalý šéf štábu sekretariátu Colina Powella.
Narodil se krátce po druhé světové válce v Gaffney v Jižní Karolíně. Studoval filosofii a literaturu na Bucknellově univerzitě, ale po třech letech, v roce 1966, dobrovolně narukoval a nastoupil do války ve Vietnamu. Tam sloužil jako pilot pozorovacího vrtulníku OH-6A Cayuse, během víc než roku s ním nalétal 1100 hodin v akci.
Po Vietnamu navázal na vojenskou kariéru, v armádě dokončil vzdělání, získal bakalářský titul. Poté strávil další léta např. v tichomořském centru amerického velení v Jižní Koreji, Japonsku a Havaji. Studoval ve vojenské námořnické škole v Newportu ve státě Rhode Island, kam se posléze vrátil učit, stejně jako později do Quantica (pro námořní pěchotu).
V roce 1989 se ucházel o místo asistenta u Colina Powela, které získal. Powellovi asistoval od konce funkčního období Ronalda Reagana až do začátku poloviny prvního funkčního období George W. Bushe.
V roce 2003 byl Wilkerson zodpovědný za zhodnocení nálezů CIA týkajících se témat, o kterých měl Colin Powell mluvit na bezpečnostním sněmu Spojených národů (UNSC). Wilkerson nedokázal vysledovat, že důkazy o zbraních hromadného ničení se zakládaly na podvržených důkazech – později na to řekl, že měl na celé zhodnocení pouhý týden času.
Po ukončení vojenské kariéry se stal významným kritikem ubírání současné americké zahraniční politiky a využívání amerických ozbrojených sil.